# Epifora (medicina)
L'epifora (dal greco epiphérō, «porto in aggiunta») è, nella terminologia medica, un segno clinico oculare che consiste nello stravaso di lacrime dal sacco congiuntivale ed eventuale caduta sulla guancia.

## Eziologia
Tra le cause si annoverano un'aumentata secrezione da parte della ghiandola lacrimale a seguito di fenomeni irritativi o infiammatori della congiuntiva, restringimento od occlusione delle vie lacrimali (punti lacrimali, sacco lacrimale, canale lacrimale) oppure modifiche conformazionali del margine palpebrale inferiore, a maggior incidenza nell'anziano.